# Julie K. Stein
Julie K. Stein es una geoarqueóloga estadounidense, conocida por su investigación sobre las adaptaciones costeras de los humanos prehistóricos en el noroeste del Pacífico .  Es directora ejecutiva del Museo Burke de Historia Natural y Cultura y profesora de Antropología en la Universidad de Washington . Ha publicado varios libros sobre concheros de la costa noroeste y varias publicaciones sobre el análisis de sedimentos y estratigrafía de sitios históricos.

## Educación
Stein se especializó en geología y antropología en la Western Michigan University y recibió su licenciatura en 1974. Obtuvo una maestría en 1976 y un doctorado en 1980 de la Universidad de Minnesota .  

## Carrera arqueológica y académica

### Enseñanza
Stein comenzó su carrera académica como instructora de laboratorio de Geología en la Universidad de Minnesota en 1975. En 1979, fue contratada como instructora en el Museo de Ciencias de Minnesota. En 1980, Stein se mudó a Seattle, Washington y se unió al Departamento de Antropología de la Universidad de Washington como profesor asistente.En 1994, Stein fue ascendido a profesor de Antropología en la Universidad de Washington. En 1994-1995, fue nombrada presidenta interina del Departamento de Antropología. En 1999, Stein fue nombrado Decano de la División de Investigación de la Facultad de Artes y Ciencias. En 2005, Stein recibió el Premio a la Enseñanza Distinguida de la Universidad de Washington]. 

### El Museo Burke
De 1985 a 1990, Stein se desempeñó como curador adjunto del Museo Burke, ubicado en el campus de la Universidad de Washington. En 1990, fue ascendida a Curadora de Arqueología del museo y continuó en ese puesto hasta 1999. En 2005, Stein fue nombrado director ejecutivo del Museo Burke. Se está construyendo un nuevo museo que se inaugurará en 2019. Cuando se le preguntó en diciembre de 2015 sobre el nuevo museo, Stein respondió: "Nuestro objetivo con las nuevas instalaciones es darle la vuelta al museo para que la gente pueda ver e interactuar con los 16 millones de objetos de nuestras colecciones. Queremos que sepan sobre la investigación y magia que sucede detrás de escena".

### Intereses de investigación
"La investigación de Stein se centra en la geoarqueología, especialmente los sedimentos en sitios arqueológicos y la estratigrafía arqueológica".  Ha realizado una extensa investigación sobre los basureros de conchas, comenzando con su investigación de tesis en 1977 sobre el Proyecto Arqueológico Shell Mound en el río Green en Kentucky. Después de incorporarse a la facultad de la Universidad de Washington en 1980, continuó su investigación en el noroeste del Pacífico . Ella dirigió una excavación anual de 1984 a 1991 de concheros de 2000 años de antigüedad enterrados bajo un sitio militar histórico del siglo XIX en la Isla de San Juan. Cuando Stein notó que la excavación de la isla San Juan atraía a cientos de visitantes curiosos, "pensó que era una pena que no pudieran ser incluidos". Cuando se le pidió que dirigiera una excavación en un conchero en la isla de Vashon en 1996, Stein aceptó con la condición de que se permitiera ayudar al público. "Trabajar con aficionados fue una de las cosas más difíciles que he hecho", dijo, "pero también uno de los más exitosos" 
En una sesión de cuatro horas, los voluntarios cavaban un pequeño cubo lleno del conchero, lo filtraban, separaban fragmentos de conchas y huesos de la arena y participaban en toda una gama de actividades arqueológicas. En el proceso, harían preguntas sobre por qué estaban haciendo esto y qué se podía aprender de ello. "Ahí es donde tuvo lugar la verdadera educación". según Stein. "Fue maravilloso darme cuenta de que si logras que la gente se dedique a la arqueología, la apreciarán y aprenderán mucho más sobre ella". 
Stein ha dirigido o colaborado en varios proyectos de investigación, entre ellos: el Estudio del Paisaje de Monticello en Virginia, el Proyecto Geoarqueológico de Fort Clatsop en Oregón, la Investigación de Kohala Hills en Hawái y el Proyecto Prairie en Washington.

## Publicaciones Seleccionadas
- Stein, Julie K.; Deo, Jennie N (2004). «Building Confidence in Shell: Variations in the Marine Radiocarbon Reservoir Correction for the Northwest Coast over the past 3,000 Years.». American Antiquity 69 (4): 771-786. doi:10.2307/4128449.
- Stein, Julie K.; Huckleberry, Gene; Goldberg, Paul (2003). «Determining the provenience of Kennewick Man skeletal remains through sedimentological analyses». Journal of Archaeological Science 30 (6): 651-665. Bibcode:2003JArSc..30..651H. doi:10.1016/S0305-4403(02)00200-5.
- Stein, Julie K. (2003). Vashon Island Archaeology: A View from Burton Acres Shell Midden. Burke Museum. p. 168. ISBN 978-0-295-98287-8.
- Stein, Julie K. (2001). Sediments In Archaeological Context. University of Utah Press. p. 232. ISBN 978-0-87480-691-5.
- Stein, Julie K. (2000). Exploring Coast Salish Prehistory: The Archaeology of San Juan Island. University of Washington Press. p. 136. ISBN 978-0-295-97957-1.
- Stein, Julie K. (1992). Deciphering a Shell Midden. Academic Press. p. 375. ISBN 978-0-12-664730-3.

## Premios
- 2015 – Premio Cátedra de Director de la Asociación de Museos Occidentales. [5]
- 2005 – Premio a la Enseñanza Distinguida Universidad de Washington
- 2001 – Premio al Alumno Distinguido de la Universidad de Western Michigan. [6]
- 1999 – Premio Rip Rapp de Geología Arqueológica (Sociedad Geológica de América, División de Geología Arqueológica). [7]